# Marquês de Montebelo

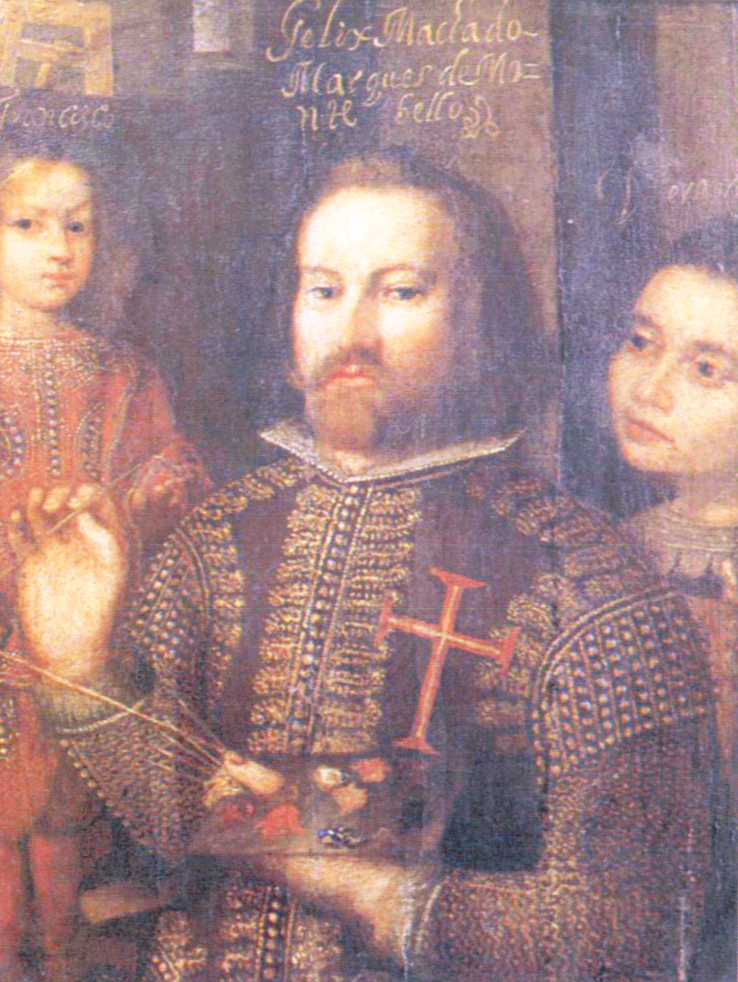
Félix Machado da Silva Castro e Vasconcelos, 1.º Marquês de Montebelo.

Marquês de Montebelo foi um título nobiliárquico milanês, referente a Montebello della Battaglia, criado em 1630 pelo rei D. Filipe III de Portugal (IV de Espanha e III de Milão) em favor de Félix Machado da Silva Castro e Vasconcelos, genealogista, 1º Conde de Amares em Portugal em 1642 e já 6º Senhor de Entre Homem e Cávado também em Portugal. O título foi concedido em vida do primeiro titular, tendo sido renovado no seu primogénito, que o vendeu, bem como o título de Amares, por não terem verificação.
Titulares
1. Félix Machado da Silva Castro e Vasconcelos (1595-1662), 1º Conde de Amares, 6º Senhor de Entre Homem e Cávado
2. António Félix Machado da Silva e Castro (c. 1650-?), 2º Conde de Amares, 7º Senhor de Entre Homem e Cávado